# Я — рокер
«Я — рокер» (англ. I'm in the Band) — американський підлітковий ситком, який спочатку транслювався на Disney XD у Сполучених Штатах і на Family Channel у Канаді. Перший епізод був відзнятий 14 липня 2009 року, а вийшов в ефір 27 листопада 2009 року. Шоу згодом стало регулярним на Disney XD, перший епізод був показаний на британському телебаченні того ж дня.
Прем'єру серіалу 18 січня 2010 року подивилися приблизно 860 000 глядачів.
26 квітня 2010 року було оголошено, що «I'm in the Band» було продовжено на другий сезон, прем'єра якого відбулася 17 січня 2011 року .

## Сюжет
Підліток на ім'я Тріп стає головним гітаристом свого улюбленого рок-гурту, який намагається повернутися на велику сцену. Учасники гурту дозволили йому бути головним гітаристом в обмін на те, що житимуть в його будинку в передмісті.

## Персонажі
Головні герої
- Логан Міллер у ролі Тріпа Кемпбелла
- Стівен Фул в ролі Еша
- Грег Бейкер в ролі Бургера Пітта
- Кейтлін Тейлор Лав у ролі Іззі Фуентес
- Стів Валентайн в ролі Дерека Юпітера

Другорядні персонажі
- Бет Літтлфорд у ролі Бет Кемпбелл
- Реджинальд ВелДжонсон у ролі директора Корнеліуса Стрікленда
- Аарон Альберт у ролі Джареда
- Голлівуд Єйтс у ролі Ернесто Бесто
- Зейн Еморі у ролі Чарльза «Чакі» Альбертсона
- Алан Тік у ролі Саймона Крейга
- Марк Тайч у ролі директора Моріса Дженкіна
- Спенсер Болдман у ролі Брайса Джонсона

## Закриття серіалу
15 березня 2011 року Кейтлін Тейлор Лав і Грег Бейкер оголосили у своїх офіційних акаунтах у Twitter, що другий сезон стане останнім для серіалу. 28 квітня 2011 Disney XD офіційно оголосив про закриття серіалу, а решта епізодів 2 сезону виходитимуть в ефір до кінця року. Останній спродюсований епізод «Raiders of the Lost Dad» вийшов в ефір 9 грудня 2011 року.

## Критика
Емілі Ешбі з Common Sense Media дала змішану оцінку шоу. Вона заявила, що «не дивлячись на те, що шоу безтурботне, воно не зовсім реалістичне, коли йдеться про відображення відповідальності дорослих». Вона також зазначила, що «у „Я — рокер“ не бракує сміху».

## Перегляди
Прем'єру серіалу побачили приблизно 863 000 глядачів, що стало найвищою оцінкою прем'єри серіалу в мережі Disney XD Original Series, включаючи фазу Toon Disney.